# Пирис-Феррейра
Пирис-Феррейра (порт. Pires Ferreira)  —  муниципалитет в Бразилии, входит в штат Сеара. Составная часть мезорегиона Северо-запад штата Сеара. Входит в экономико-статистический  микрорегион Ипу. Население составляет 9483 человека на 2007 год. Занимает площадь 242,189 км². Плотность населения — 36,0 чел./км².
Покровителем города считается Богоматерь ду-Перпетуу-Сокору. 

## История
Город основан в 1987 году.

## Статистика
- Валовой внутренний продукт на 2003 составляет 14.546.643,00 реалов (данные: Бразильский институт географии и статистики).
- Валовой внутренний продукт на душу населения на 2003 составляет 1.750,29 реалов (данные: Бразильский институт географии и статистики).
- Индекс развития человеческого потенциала на 2000 составляет 0,606 (данные: Программа развития ООН).